# Mets Sariar
Mets Sariar (in armeno Մեծ Սարիար?) è un comune di 379 abitanti (2001) della provincia di Shirak in Armenia.